# Hélio Castroneves

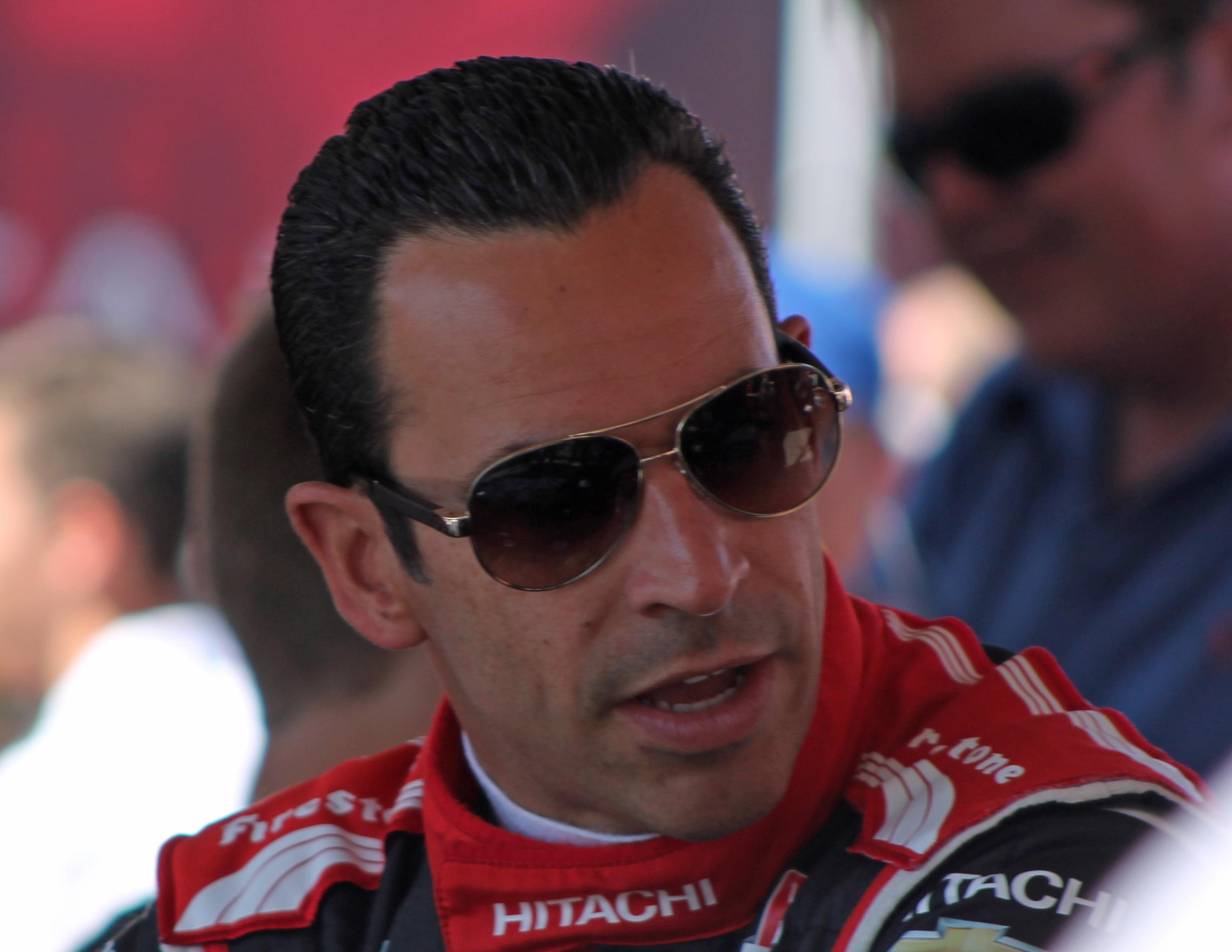
Hélio Castroneves, 2014

Hélio Castroneves, (n. 10 mai 1975, São Paulo, São Paulo, Brazilia) este un pilot brazilian de curse care participă în IndyCar din sezonul 2001.

## Cariera în IndyCar
| Sezon | Echipă      | Puncte | Loc clasament general |
| ----- | ----------- | ------ | --------------------- |
| 2001  | Team Penske | 64     | 24                    |
| 2002  | Team Penske | 511    | 2                     |
| 2003  | Team Penske | 484    | 3                     |
| 2004  | Team Penske | 446    | 4                     |
| 2005  | Team Penske | 440    | 6                     |
| 2006  | Team Penske | 473    | 3                     |
| 2007  | Team Penske | 446    | 6                     |
| 2008  | Team Penske | 629    | 2                     |
| 2009  | Team Penske | 433    | 4                     |
| 2010  | Team Penske | 531    | 4                     |
| 2011  | Team Penske | 312    | 11                    |
| 2012  | Team Penske | 431    | 4                     |
| 2013  | Team Penske | 550    | 2                     |